# Marc Diakiese
Marc Diakiese (ur. 16 marca 1993 w Kinszasie) – angielski zawodnik MMA pochodzenia kongijskiego wagi lekkiej. Były mistrz brytyjskiej organizacji BAMMA w wadze lekkiej. W latach 2016-2023 związany z najlepszą organizacją na świecie - UFC. Od 2024 roku jest związany z amerykańską organizacją PFL.

## Osiągnięcia

### Mieszane sztuki walki
- 2013: Mistrz MMATC w wadze lekkiej
- 2013: Mistrz Cage Kumite w wadze lekkiej
- 2015: Zwycięzca turnieju BAMMA w wadze lekkiej
- 2015-2016: Mistrz BAMMA Lonsdale w wadze lekkiej

## Lista walk MMA
| Wynik     | Bilans | Przeciwnik (bilans przed walką) | Rozstrzygnięcie                  | Runda | Czas | Rozgrywki                                        | Data       | Miejsce    | Uwagi                                                                               |
| --------- | ------ | ------------------------------- | -------------------------------- | ----- | ---- | ------------------------------------------------ | ---------- | ---------- | ----------------------------------------------------------------------------------- |
| Przegrana | 18-8   | Gadżi Rabadanow (24-4-2)        | TKO (ciosy pięściami w parterze) | 1     | 0:32 | PFL 2025 World Tournament: First Round 3         | 18.04.2025 | Orlando    | Debiut w PFL. Ćwierćfinał turnieju PFL 2025 w wadze lekkiej.                        |
| Wygrana   | 18-7   | Tim Wilde (17-5-1)              | Decyzja (niejednogłośna)         | 3     | 5:00 | Bellator Champions Series 5: McCourt vs. Collins | 14.09.2024 | Londyn     | Debiut w Bellator MMA.                                                              |
| Wygrana   | 17-7   | Kauê Fernandes (8-1)            | Decyzja (niejednogłośna)         | 3     | 5:00 | UFC Fight Night: Almeida vs. Lewis               | 04.11.2023 | São Paulo  |                                                                                     |
| Przegrana | 16-7   | Joel Alvarez (19-3)             | Poddanie (duszenie d'Arce)       | 2     | 4:26 | UFC Fight Night: Aspinall vs. Tybura             | 22.07.2023 | Londyn     |                                                                                     |
| Przegrana | 16-6   | Michael Johnson (20-18)         | Decyzja (jednogłośna)            | 3     | 5:00 | UFC Fight Night: Thompson vs. Holland            | 03.12.2022 | Orlando    |                                                                                     |
| Wygrana   | 16-5   | Damir Hadžović (14-6)           | Decyzja (jednogłośna)            | 3     | 5:00 | UFC Fight Night: Aspinall vs. Blaydes            | 23.07.2022 | Londyn     |                                                                                     |
| Wygrana   | 15-5   | Wiaczesław Borszczew (6-1)      | Decyzja (jednogłośna)            | 3     | 5:00 | UFC Fight Night: Blaydes vs. Daukaus             | 26.03.2022 | Columbus   |                                                                                     |
| Przegrana | 14-5   | Rafael Alves (19-10)            | Poddanie (duszenie gilotynowe)   | 1     | 1:48 | UFC Fight Night: Holloway vs. Rodriguez          | 13.11.2021 | Las Vegas  |                                                                                     |
| Przegrana | 14-4   | Rafael Fiziev (7-1)             | Decyzja (jednogłośna)            | 3     | 5:00 | UFC Fight Night: Figueiredo vs. Benavidez 2      | 18.07.2020 | Abu Zabi   | Bonus za walkę wieczoru.                                                            |
| Wygrana   | 14-3   | Lando Vannata (10-3-2)          | Decyzja (jednogłośna)            | 3     | 5:00 | UFC on ESPN+ 18: Hermansson vs. Cannonier        | 28.09.2019 | Kopenhaga  |                                                                                     |
| Wygrana   | 13-3   | Joseph Duffy (16-3)             | Decyzja (jednogłośna)            | 3     | 5:00 | UFC on ESPN+ 5: Till vs. Masvidal                | 16.03.2019 | Londyn     |                                                                                     |
| Przegrana | 12-3   | Nasrat Haqparast (8-2)          | Decyzja (jednogłośna)            | 3     | 5:00 | UFC Fight Night: Shogun vs. Smith                | 22.07.2018 | Hamburg    |                                                                                     |
| Przegrana | 12-2   | Dan Hooker (14-7)               | Poddanie (duszenie gilotynowe)   | 3     | 0:42 | UFC 219                                          | 30.12.2017 | Las Vegas  |                                                                                     |
| Przegrana | 12-1   | Drakkar Klose (7-0-1)           | Decyzja (niejednogłośna)         | 3     | 5:00 | TUF 25 Finale                                    | 07.07.2017 | Las Vegas  |                                                                                     |
| Wygrana   | 12-0   | Teemu Packalen (8-1)            | KO (cios pięścią)                | 1     | 0:30 | UFC Fight Night: Manuwa vs Anderson              | 18.03.2017 | Londyn     | Bonus za występ wieczoru.                                                           |
| Wygrana   | 11-0   | Frankie Perez (10-2)            | Decyzja (jednogłośna)            | 3     | 5:00 | UFC Fight Night: Lewis vs. Abdurakhimov          | 09.12.2016 | Albany     |                                                                                     |
| Wygrana   | 10-0   | Łukasz Sajewski (13-2)          | TKO (ciosy w stójce)             | 2     | 4:40 | UFC 204                                          | 08.10.2016 | Manchester | Debiut w UFC.                                                                       |
| Wygrana   | 9-0    | Kane Mousah (7-0)               | TKO (ciosy pięściami)            | 1     | 0:36 | BAMMA 25: Champion vs. Champion                  | 14.05.2016 | Birmingham | Obronił pas mistrzowski BAMMA Lonsdale w wadze lekkiej.                             |
| Wygrana   | 8-0    | Rick Selvarajah (7-0)           | TKO (ciosy pięściami)            | 1     | 0:24 | BAMMA 22: Duquesnoy Vs. Loughnane                | 19.09.2015 | Dublin     | Obronił pas mistrzowski BAMMA Lonsdale w wadze lekkiej.                             |
| Wygrana   | 7-0    | Jack McGann (7-0)               | Decyzja (jednogłośna)            | 3     | 5:00 | BAMMA 19: Petley vs. Stapleton                   | 28.03.2015 | Blackpool  | Zdobył pas mistrzowski BAMMA Lonsdale w wadze lekkiej. Finał turnieju wagi lekkiej. |
| Wygrana   | 6-0    | Vernon O'Neil (0-0)             | Decyzja (jednogłośna)            | 3     | 5:00 | BAMMA 17: Fletcher vs. Brightmon                 | 06.12.2014 | Manchester |                                                                                     |
| Wygrana   | 5-0    | Jefferson George (5-3)          | Decyzja (jednogłośna)            | 3     | 5:00 | BAMMA 16: Daley vs. da Rocha                     | 13.09.2014 | Manchester |                                                                                     |
| Wygrana   | 4-0    | Danny Welsh (7-36)              | Poddanie (duszenie zza pleców)   | 1     | 2:16 | CSFC 8                                           | 28.06.2014 | Doncaster  |                                                                                     |
| Wygrana   | 3-0    | Jakob Grzegorzek (1-2)          | Decyzja (jednogłośna)            | 3     | 5:00 | CSFC 7                                           | 29.03.2014 | Doncaster  |                                                                                     |
| Wygrana   | 2-0    | Tom Earnshaw (0-0)              | TKO (ciosy pięściami)            | 1     | 4:52 | Cage Kumite 2                                    | 01.11.2013 | Barnsley   | Zdobył pas Cage Kumite mistrzowski w wadze lekkiej.                                 |
| Wygrana   | 1-0    | Harris Neofytou (0-0)           | TKO (ciosy pięściami)            | 1     | 1:27 | MMA Total Combat 55                              | 21.09.2013 | Spennymoor | Debiut w MMA. Zdobył pas mistrzowski MMATC w wadze lekkiej.                         |